# Fur Patrol
I Fur Patrol sono stati un gruppo musicale rock neozelandese, formatosi a Wellington nel 1996 e composto da Julia Deans, Andrew Bain e Simon Braxton.

## Storia
L'album di debutto dei Fur Patrol, intitolato Pet, è stato pubblicato nel 2000 e si è piazzato alla 7ª posizione della classifica neozelandese degli album. È stato promosso dai singoli Lydia, Andrew e Spinning a Line, che hanno raggiunto rispettivamente la prima, la 24ª e la 42ª posizione in madrepatria. Il primo ha vinto due premi ai New Zealand Music Awards 2001 ed è stata definita la diciannovesima miglior canzone in una lista dei migliori brani neozelandesi stilata dalla APRA. Nel 2003 è uscito il loro secondo disco Collider, arrivato in 31ª posizione in Nuova Zelanda. È stato anticipato dal singolo Precious, piazzatosi 18º a livello nazionale. Il gruppo si è sciolto nel 2008 e nel 2016 si è riunito in occasione di diverse esibizioni dal vivo.

## Formazione

### Ultima
- Julia Deans – voce
- Andrew Bain – basso
- Simon Braxton – batteria

### Ex componenti
- Steve Wells – chitarra

## Discografia

### Album in studio
- 2000 – Pet
- 2003 – Collider
- 2008 – Local Kid

### EP
- 1998 – Starlifter
- 2007 – The Long Distance Runner

### Singoli
- 1998 – Man in a Box
- 1998 – Dominoes
- 1999 – Beautiful
- 1999 – Now
- 2000 – Holy
- 2000 – Lydia
- 2001 – Andrew
- 2001 – Spinning a Line
- 2003 – Fade Away
- 2003 – Precious/Enemy (Live)
- 2003 – Precious
- 2004 – Enemy
- 2004 – Get Along
- 2007 – Hand on an Anchor
- 2008 – Great Leap Forward
- 2008 – Silences and Distances
- 2008 – Hidden Agendas
- 2009 – Little Fists